# NGC 1542
NGC 1542 (również PGC 14800 lub UGC 3003) – galaktyka spiralna (Sab), znajdująca się w gwiazdozbiorze Byka. Odkrył ją Albert Marth 18 listopada 1863 roku.